# Saparmurat Nijazov
Saparmurat Atajevič Nijazov, turkmenski politik in dosmrtni predsednik Turkmenistana, * 19. februar 1940, Kipčak pri Ašhabadu, Turkmenistan, † 21. december 2006, Ašhabad.
Njegov uradni naziv je bil »Njegovo veličanstvo Saparmurat Nijazov Türkmenbaşy, Predsednik Turkmenistana in vodja kabineta ministrov«. Naziv Türkmenbaşy oz. turkmenbaši je pomenil Vodja vseh Turkmenov  se je nanašal na njegov položaj ustanovitelja in predsednika Zveze Turkmenov po svetu.
Nijazova so tuji mediji kritizirali kot enega od najbolj avtoritarnih diktatorjev na svetu. Slovel je po ekscentričnih domislicah, ki jih je vsilil svoji državi. Ustvaril si je tudi kult osebnosti, po obsegu v marsičem primerljiv s kultom Stalina. Organizacija Global Witness je poročala, da je imel Nijazov v bankah po svetu spravljene več kot 3 milijarde dolarjev.

## Biografija
Saparmurat Nijazov se je rodil leta 1940 v Ašhabadu v takratni Turkmenski sovjetski socialistični republiki. Že kot majhen otrok je osirotel, njegov oče je umrl kot vojak v 2. svetovni vojni, ostala družina pa je umrla v velikem potresu, ki je leta 1948 Ašhabad zravnal z zemljo. Odraščal je v sovjetski sirotišnici, dokler ga niso k sebi vzeli daljni sorodniki.
Leta 1962 je Nijazov vstopil v Komunistično partijo Sovjetske zveze, kjer je hitro napredoval. Leta 1985 je postal voditelj Komunistične partije turkmenske SSR, ki je danes znana kot Demokratična stranka Turkmenistana. Položaj je zasedel, ko je Mihail Gorbačov zaradi afere z bombažem odstavil prejšnjega voditelja Muhamednazarja Gapurova. Pod Nijazovom je bila turkmenska komunistična partija ena od najbolj pravovernih in nereformiranih strankarskih organizacij v Sovjetski zvezi. 13. januarja 1990 je Nijazov postal predsednik Vrhovnega sovjeta, najvišjega zakonodajnega telesa v državi.
Nijazov je leta 1991 podprl upor proti Gorbačovu, ko pa je ta propadel, se je zavzel za ločitev Turkmenistana od umirajoče Sovjetske zveze. 27. oktobra 1991 je Vrhovni sovjet razglasil neodvisnost Turkmenistana in na ljudskem glasovanju kot edinega kandidata za prvega predsednika države izvolil Nijazova. Leto pozneje si je Nijazov nadel ime »Turkmenbaši«, »Oče vseh Turkmencev«.
Da bi lahko nadzoroval 10-letni razvojni načrt, so leta 1994 Turkmenistanci na plebiscitu Nijazovu podaljšali mandat do leta 2002 (za predlog je glasovalo 99,9 %, kar je podoben rezultat kot pri volitvah v časih Sovjetske zveze). 28. decembra 1999 je parlament Nijazova razglasil za dosmrtnega predsednika. Nekaj tednov prej so potekale parlamentarne volitve, na katerih je kandidate za poslance izbral Nijazov osebno.
Nijazov in njegova žena Muza sta imela sina Murata in hčer Irino.

## Kult osebnosti
| “ | Priznam, portretov, slik in spomenikov je preveč. Sam v njih ne najdem nobenega veselja, vendar pa jih zaradi svoje duševne naravnanosti zahteva ljudstvo. | ” |
|   | — Saparmurat Nijazov |   |

Nijazov je bil avtoritarni voditelj in je v zahodnih državah slovel po kultu osebnosti, ki si ga je ustvaril v Turkmenistanu. Na začetku vladanja je Turkmenistan označil za državo brez narodne identitete. Odločil se je, da bo mesto Krasnovodsk ob Kaspijskem jezeru po sebi preimenoval v Turkmenbaši. Poleg tega je po sebi in svojih najbližjih sorodnikih poimenoval tudi več šol, letališč in celo meteorit. Po sebi in sorodnikih je poimenoval tudi mesece in dneve v tednu, januar je tako postal Turkmenbaši. Nijazov je upodobljen na turkmenistanskih manatskih bankovcih. Njegove slike so izobešene po vsej državi, še posebej na javnih zgradbah in avenijah. Njegovi kipi in kipi njegove matere so postavljeni po vsej državi, eden je celo sredi puščave Karakum. Na vrhu Loka nevtralnosti, najvišje zgradbe v Ašhabadu, stoji pozlačen kip Nijazova, ki se vrti tako, da ima obraz vedno obrnjen proti soncu in se blešči v mesto. V spomin na svoje vladanje si je Nijazov dal zgraditi veliko palačo v prestolnici. Petkrat je bil odlikovan z nazivom Heroj Turkmenistana. Sam je sicer trdil, da mu ni do »[svojih] slik in kipov po ulicah, vendar si tega želi ljudstvo.« 
Po mnenju Erike Dailey, strokovnjakinje Zavoda za odprto družbo (Open Institute Society), je mlade Turkmenistance indoktriniral in jim pral možgane izobraževalni sistem z narodnim epom Knjiga duše (Ruhnama), ki ga je napisal Nijazov. Knjiga, ki je mešanica zgodovinskega revizionizma in moralnih naukov, je bila namenjena kot »duhovno vodilo narodu« in osnova za narodno umetnost in književnost. S tem, ko so sovjetske knjige prepovedali, ne da bi jih nadomestili z novejšimi, so v knjižnicah ostala večinoma samo Nijazova dela. Leta 2004 je Nijazov z utemeljitvijo, da podeželski Turkmeni ne berejo, odredil zaprtje vseh knjižnic v vaseh.
V Nijazovi rojstni vasi Kipčak so v spomin na njegovo mater zgradili kompleks z mošejo, ki simbolizira preporod turkmenistanskega naroda in katere gradnja je stala okrog 100 milijonov dolarjev. Na zidovih mošeje so poleg sur iz Korana napisani tudi odlomki iz Knjige duše. Ta je polagoma prežela vso turkmensko kulturo.

## Notranja politika

### Gospodarstvo
Turkmenistan ima druge največje rezerve zemeljskega plina na ozemlju bivše Sovjetske zveze. Visoki prihodki od njegovega izvoza so Nijazovu omogočale, da je brez pomislekov preziral mednarodne pozive k reformam. Vlada se še vedno oklepa sovjetskega modela planskega gospodarstva, na primer državnega nadzora proizvodnje, neposrednih bančnih kreditov z nizkimi obrestmi, omejitev pri menjavi denarja in nadzora cen.
Leta 1991 je Nijazova vlada izdala dekret, s katerim je za Turkmenistance uvedla »uporabo vode, plina in elektrike zastonj«. V resnici pa prebivalci prejemajo kar se da nizko plačo, država pa potem razpečuje vodo, plin in elektriko zastonj.

### Kultura
Nijazov je kot eno od najpomembnejših nalog v razvoju Turkmenistana opredelil prenovo turkmenske kulture. Dotedanjo cirilico je nadomestil z novo turkmensko abecedo na osnovi latinice. Turkmenski jezik se uporablja kot edini državni jezik. Po turkmenskih herojih, pesnikih in voditeljih so preimenovali tudi mesece.

### Varnost
25. novembra 2002 je predsednik Uzbekistana Islom Karimov neuspešno poskušal izvesti atentat na Nijazova. Sledile so množične aretacije domnevnih zarotnikov in njihovih družinskih članov. Kritiki trdijo, da je bil poskus atentata zrežiran, da bi oblasti lahko zatrle krepitev domače in tuje politične opozicije.
Poleti 2004 se je v prestolnici začela kampanja z letaki, ki je pozivala k strmoglavljenju predsednika in sodnemu postopku proti njemu. Oblasti kampanje niso mogle ustaviti, zato je predsednik na nacionalni televiziji odstavil ministra za notranje zadeve in direktorja policijske akademije. Ministra je obtožil nesposobnosti.
Maja 2000 je vlada vsem, razen turkmenistanskemu Telekomu, preklicala internetne licence. Junija 2001 je zaprla tudi vse spletne kavarne.
Leta 2005 je bilo v državi 36.000 uporabnikov interneta, kar pomeni 0,7 % prebivalstva.

## Zunanja politika
Nijazov je bil vnet zagovornik politike stroge nevtralnosti Turkmenistana v zunanjih zadevah. Izogibal se je približevanja Natu in GUUAM in je skoraj popolnoma prezrl CSTO. Turkmenistan ni sodeloval v nobeni od mirovnih misij Združenih narodov.
Konec leta 2004 se je sestal s kanadskim premierom Jeanom Chrétienom, da bi se dogovorili o pogodbi o nafti za kanadsko podjetje v Turkmenistanu. Novica o tem srečanju je marca 2005 v kanadski opoziciji izzvala veliko ogorčenje.
Leta 2005 je Nijazov razglasil, da bo država oslabila svojo povezanost s Skupnostjo neodvisnih držav. Obljubil je tudi svobodne in poštene volitve do leta 2010, kar je presenetilo mnoge zahodne opazovalce.
Leta 2006 sta Evropska komisija in odbor Evropskega parlamenta za mednarodno trgovino glasovala, da se Turkmenistanu podeli položaj v Evropski uniji trgovinsko »najbolj zaželene države«. Potezo so večinoma razlagali kot povečano zanimanje za zemeljski plin Turkmenistana, potem ko je Nijazov oznanil, da se bo z EU začel pogovarjati o človekovih pravicah.

## Predsedniški odloki
Kot doživljenjski predsednik je Nijazov izdal številne sporne in nenavadne odloke:
- Aprila 2001 je prepovedal opero in balet, saj sta nepotrebna in »nista del turkmenske kulture«.[24]
- Leta 2004 je mladim moškim prepovedal nositi brado ali dolge lase.[24]
- Marca 2004 je odpustil 15.000 zdravstvenih delavcev in jih nadomestil z vojaškimi naborniki.[25]
- Aprila 2004 je mlade Turkmenistance pozval, naj si ne dajo delati zlatih plomb, temveč naj rajši žvečijo kosti, da bi ohranili zobe.[26]
- Aprila 2004 je kljub tamkajšnjemu podnebju in socialnim razmeram ukazal, da v bližini prestolnice zgradijo ledeno palačo.[27] (decembra 2006 je članek v časopisu Sunday Times razkril, da naj bi bila 'ledena palača' bogato okrašeno drsališče.[28])
- Leta 2004 je ukazal, da morajo vsi registrirani vozniki opraviti preskus morale.[29]
- Leta 2004 je voditeljem informativnih oddaj prepovedal ličenje, saj je imel težave pri razločevanju voditeljev od voditeljic.[30]
- Februarja 2005 je ukazal zapreti vse bolnišnice zunaj glavnega mesta, saj se »lahko bolniki pridejo zdravit v prestolnico«. Ukazal je zapreti tudi vse podeželske knjižnice, saj naj bi običajni Turkmenistanci tako in tako ne brali knjig.[31]
- Novembra 2005 je odredil, da se Hipokratova prisega zdravnikov nadomesti s prisego  predsedniku.[32]
- Decembra 2005 je prepovedal videoigre, saj naj bi bile preveč nasilne.
- Januarja 2006 je tretjini upokojencev ukinil pokojnino, še dvestotistočim pa jo zmanjšal. Odredil je tudi, da je treba pokojnine, izplačane v zadnjih dveh letih, vrniti državi.[33] Ministrstvo za zunanje zadeve Turkmenistana je odločno zanikalo obtožbe, da je odredba povzročila smrt številnih upokojencev, in obtožilo tuja občila širjenja »namerno sprijenih« informacij.[34]
  - (Opomba: 19. marca 2007 je novi predsednik Turkmenistana Gurbanguli Berdimuhamedov odločitev svojega predhodnika razveljavil in obnovil pokojnine več kot 100.000 starejšim državljanom.[35])
- Septembra 2006 je bila izdelana nova plačilna shema za učitelje, po kateri bi morali učitelji, ki ne bi želeli biti prestavljeni v najnižji plačilni razred ali celo odpuščeni, v čast predsedniku napisati članek in ga objaviti v enem ali dveh časopisih.[36]
- Oktobra 2006 je Turkmenistan oznanil izpustitev 10.056 zapornikov, med drugim 253 tujcev iz 11 držav. Nijazov je dejal: »Naj to človekoljubno dejanje države okrepi prave moralne vrline turkmenske družbe. Naj ves svet ve, da na blagoslovljeni turkmenski zemlji ni bilo nikdar prostora za zlo in nasilje.«[37]
- Turkmensko besedo za kruh in ime meseca aprila so spremenili v ime predsednikove pokojne matere Gurbansoltanedzhe.[38]
- Prepovedani so bili avtoradiji, petje na plejbek in glasbeni posnetki.[39]
- Vsi javni kraji naj bi bili opremljeni z videozasloni.[39]
- Zaradi neprijetnega vonja so v prestolnici prepovedali pse.[40]

## Smrt
21. decembra 2006 je turkmenistanska državna televizija oznanila, da je predsednik Nijazov zaradi nenadne odpovedi srca umrl. Da se Nijazov zdravi za neznano srčno boleznijo, se je vedelo že nekaj časa. Poročilo je pozneje potrdilo tudi turkmenistansko veleposlaništvo v Moskvi.
Po turkmenistanski ustavi bi moral predsedništvo prevzeti predsednik parlamenta Ovezgeldi Atajev. Premier Gurbanguli Berdimuhamedow je bil imenovan za predsednika odbora za organizacijo državniškega pogreba. Berdimuhamedov je bil zaradi aretacije Ovezgeldija Atajeva, ki bi imel po ustavi sicer prednost, imenovan tudi za vršilca dolžnosti predsednika. Berdimuhamedov in Halk Maslahati sta 26. decembra oznanila, da bodo naslednje predsedniške volitve potekale 11. februarja 2007. Pojavljajo se sumi, da so Nijazova zastrupili.
New York Times je poročal, da je v tekmo za predsedništvo po spremembi ustave, ki je omogočila kandidaturo tudi Turkmenistancem mešanega etničnega izvora, vstopil tudi sin Nijazova Murat.
Okoliščine, v katerih je preminil Nijazov, so nekoliko nejasne. Po nekaterih virih bi lahko Nijazov umrl tudi zaradi zastrupitve. Nekateri pripadniki turkmenistanske opozicije trdijo tudi, da je Nijazov umrl že nekaj dni pred javnim obvestilom o smrti 21. decembra.

## Pogreb
Nijazova so pokopali 24. decembra v njegovi domači vasi Kipčak okrog 10 km zunaj prestolnice. Preden so ga prepeljali v vas, je njegovo telo ležalo v odprti krsti v predsedniški palači. V triurnem mimohodu so se ob njej zvrstili številni žalujoči, med drugim tudi mnoge tuje delegacije..
Pogreba so se tako udeležili Tang Jiaxuan, kitajski državni svetnik in posebni odposlanec za Turkmenistan predsednika Ljudske republike Kitajske Hu Jintaa, pomočnik Zunanjega ministra ZDA Richard Boucher, podpredsednik Irana Parviz Davoudi, iranski minister za zunanje zadeve Manušer Motaki, predsednik Kazahstana Nursultan Nazarbajev, predsednik Tadžikistana Emomali Rahmonov, predsednik Afganistana Hamid Karzaj, predsednik ruske vlade Mihail Fradkov, predsednik turške vlade Recep Tayyip Erdoğan, ukrajinski predsednik Viktor Janukovič in drugi.

## Nadaljnjo branje
- Theroux, P. "The Golden Man: Saparmurat Niyazov's Reign of Insanity". The New Yorker, 28. maj 2007, str. 54–65.